# Frans Antoon Berlemont
Frans Antoon Berlemont (Mechelen, 20 april 1917-10 januari 1980) was een schrijver, historicus en grondlegger van een privé-archief over Mechelen.
De belangstelling van Berlemont voor de geschiedenis van Mechelen groeide uit tot een passie. In 1956 begon hij met de aanleg van een archief voor Mechelen en haar bebouwing. Grondslag waren prentkaarten, oude en nieuwe foto's. Het werk van Berlemont zorgde ervoor dat de geschiedenis van Mechelen voor bijna elke vierkante meter beschreven werd. Hij onderzocht onder meer de deels in het Latijn geschreven schepenakten en de stadsrekeningen. In 1977 bezat Berlemont 210 dikke classeurs, alfabetisch geordend. Toen Berlemont overleed kocht het Mechelse Stadsarchief de verzameling en maakte die openbaar. Het archief wordt tegenwoordig met name gebruikt voor onderzoek naar de bouwgeschiedenis van panden en haar bewoners.

## Publicaties
- 1975: Mechelse Kronieken - Van het jaar 1 tot 1945[2]
- 1980: Water in de straten van Mechelen: Historische tochten op de Dijle en de vlietjes[3]